# Čačak
Čačak (izvirno srbsko Чачак) je mesto v Srbiji, ki je središče istoimenske občine in glavno mesto Moraviškega upravnega okraja ter sedež Žičke eparhije Srbske pravoslavne cerkve.

## Demografija
V naselju je ob popisu 2002 živelo 58.471 polnoletnih prebivalcev, pri čemer je bila njihova povprečna starost 38,8 leta (37,9 pri moških in 39,7 pri ženskah). Naselje je imelo 25.304 gospodinjstev, pri čemer je bilo povprečno število članov na gospodinjstvo 2,89.
To naselje je, glede na rezultate popisa iz leta 2002, večinoma srbsko.
|  | 18525 | 23724 | 34586 | 48981 | 61741 | 70012 | 72698 | 73331 | 69598 |
|  | 1948  | 1953  | 1961  | 1971  | 1981  | 1991  | 2002  | 2011  | 2022  |

| Etnična sestava po popisu iz leta 2002 | Etnična sestava po popisu iz leta 2002 | Etnična sestava po popisu iz leta 2002 | Etnična sestava po popisu iz leta 2002 | Etnična sestava po popisu iz leta 2002 |
| -------------------------------------- | -------------------------------------- | -------------------------------------- | -------------------------------------- | -------------------------------------- |
| Srbi                                   | Srbi                                   |                                        | 70.947                                 | 96,89%                                 |
| Črnogorci                              | Črnogorci                              |                                        | 402                                    | 0,54%                                  |
| Romi                                   | Romi                                   |                                        | 349                                    | 0,47%                                  |
| Jugoslovani                            | Jugoslovani                            |                                        | 263                                    | 0,35%                                  |
| Makedonci                              | Makedonci                              |                                        | 111                                    | 0,15%                                  |
| Hrvati                                 | Hrvati                                 |                                        | 78                                     | 0,10%                                  |
| Muslimani                              | Muslimani                              |                                        | 46                                     | 0,06%                                  |
| Slovenci                               | Slovenci                               |                                        | 16                                     | 0,02%                                  |
| Rusi                                   | Rusi                                   |                                        | 13                                     | 0,01%                                  |
| Madžari                                | Madžari                                |                                        | 11                                     | 0,01%                                  |
| Bošnjaki                               | Bošnjaki                               |                                        | 11                                     | 0,01%                                  |
| Ukrajinci                              | Ukrajinci                              |                                        | 8                                      | 0,01%                                  |
| Bolgari                                | Bolgari                                |                                        | 7                                      | 0,00%                                  |
| Albanci                                | Albanci                                |                                        | 7                                      | 0,00%                                  |
| Goranci                                | Goranci                                |                                        | 6                                      | 0,00%                                  |
| Romuni                                 | Romuni                                 |                                        | 4                                      | 0,00%                                  |
| Čehi                                   | Čehi                                   |                                        | 3                                      | 0,00%                                  |
| Rusini                                 | Rusini                                 |                                        | 3                                      | 0,00%                                  |
| Nemci                                  | Nemci                                  |                                        | 3                                      | 0,00%                                  |
| Bunjevci                               | Bunjevci                               |                                        | 3                                      | 0,00%                                  |
| Slovaki                                | Slovaki                                |                                        | 2                                      | 0,00%                                  |
| Neznano                                | Neznano                                |                                        | 469                                    | 0,64%                                  |